# Người Bạch
Người Bạch (chữ Hán: 白族), xưa còn được gọi là Dân Gia (民家), là một trong 56 dân tộc được Cộng hòa nhân dân Trung Hoa chính thức công nhận. Dân số theo thống kê năm 2000 là 1.858.063.

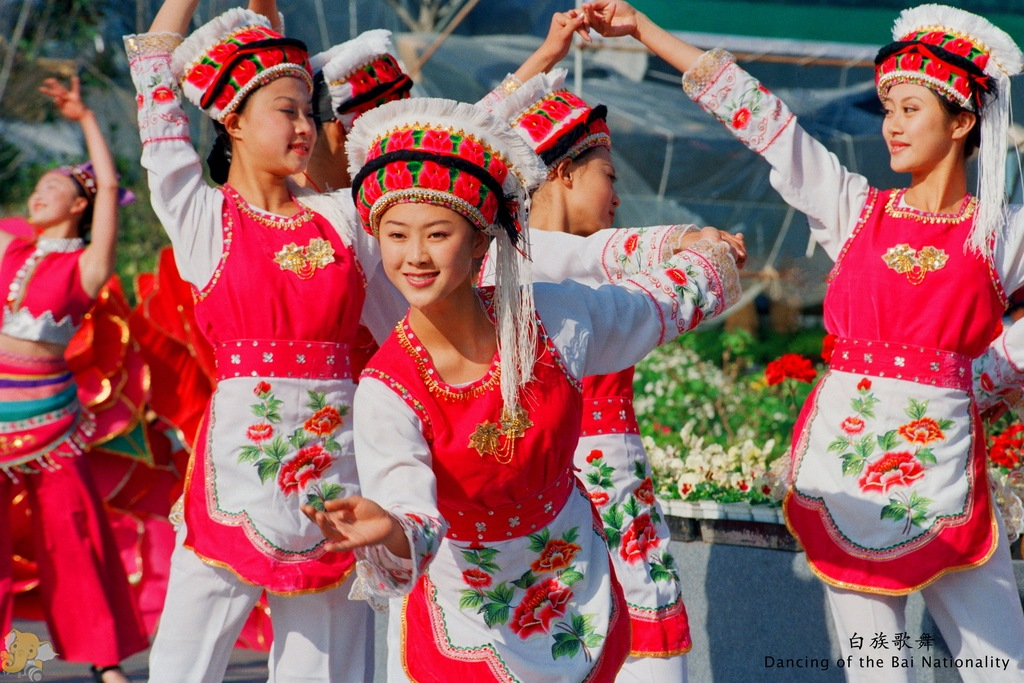
Phụ nữ người Bạch trong trang phục truyền thống

Người Bạch sống chủ yếu ở các tỉnh Vân Nam (Đại Lý), Quý Châu và Hồ Nam.

## Lịch sử
Nhiều giả thuyết về nguồn gốc của người Bạch được đưa ra (dân bản địa, người Hán di cư, pha trộn các sắc dân), tuy nhiên hiện tại chưa có giả thuyết nào thực sự thuyết phục.
Lịch sử người Bạch được biết đến rõ nhất từ thời nhà Đường. Lãnh thổ của người Bạch được chia thành các 'chiếu' 詔 độc lập. Bì La Cáp hợp nhất sáu chiếu thành vương quốc Nam Chiếu (737-902), gồm cả người Bạch và người Di. (Xem thêm Vương quốc Nam Chiếu và Vương quốc Đại Lý)

## Ngôn ngữ
Khoảng 900.000 (thống kê 1990) người Bạch nói tiếng Bạch, một thứ tiếng thuộc nhóm ngôn ngữ Tạng-Miến của hệ Hán-Tạng. Mã SIL của tiếng Bạch là PIQ.